# Juan Carlos Gómez Diaz
Juan Carlos Gómez Diaz (Còrdova, 6 d'abril de 1973) és un exfutbolista andalús, que ocupava la posició de davanter. Posteriorment fa d'entrenador de futbol.

## Trajectòria
Després de destacar a l'Iliturgi, el 1991 entra a les files del Córdoba CF, primer en el filial i posteriorment a l'equip A. La seua progressió crida l'atenció d'equips més grans, i el 1993 és fitxat per l'Atlètic de Madrid. Eixa 93/94 milita al filial, i a l'any següent és cedit a l'Atlético Marbella, de Segona Divisió, on marca 11 gols en 30 partits.
A partir de l'estiu de 1995 forma part del planter matalasser, però no passaria de ser suplent en els dos anys que hi va romandre. Va jugar 33 partits (8 de titular) i va marcar 5 gols. Situació semblant viuria al Reial Valladolid la temporada 97/98.
L'estiu de 1998 fitxa pel Sevilla FC. Al conjunt andalús passa la seua millor època. És titular en les dues campanyes que hi milita. La temporada 98/99, en Segona, marca 13 gols, i a la següent, ja de nou a la màxima categoria, en realitza 12 més. Això li val per ser repescat de nou per l'Atlético de Madrid. I una altra vegada, seria suplent.
El davanter recalaria després al Getafe CF (02/03) i a l'Elx CF (03/04), ambdós de Segona Divisió, on no assoliria un lloc a l'onze titular. Des del 2004 ha jugat en equips de divisions inferiors, com el Lucentino.